# کوزا آلتین

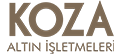
کوزا آلتین

کوزا آلتین (انگلیسی: Koza Altın) شرکت معدن و فلزات ترک است، که در سال ۱۹۸۹ توسط کوزا آیپک هولدینگ تأسیس شد.